# Malacarne (film, 1946)
Pour les articles homonymes, voir Malacarne.

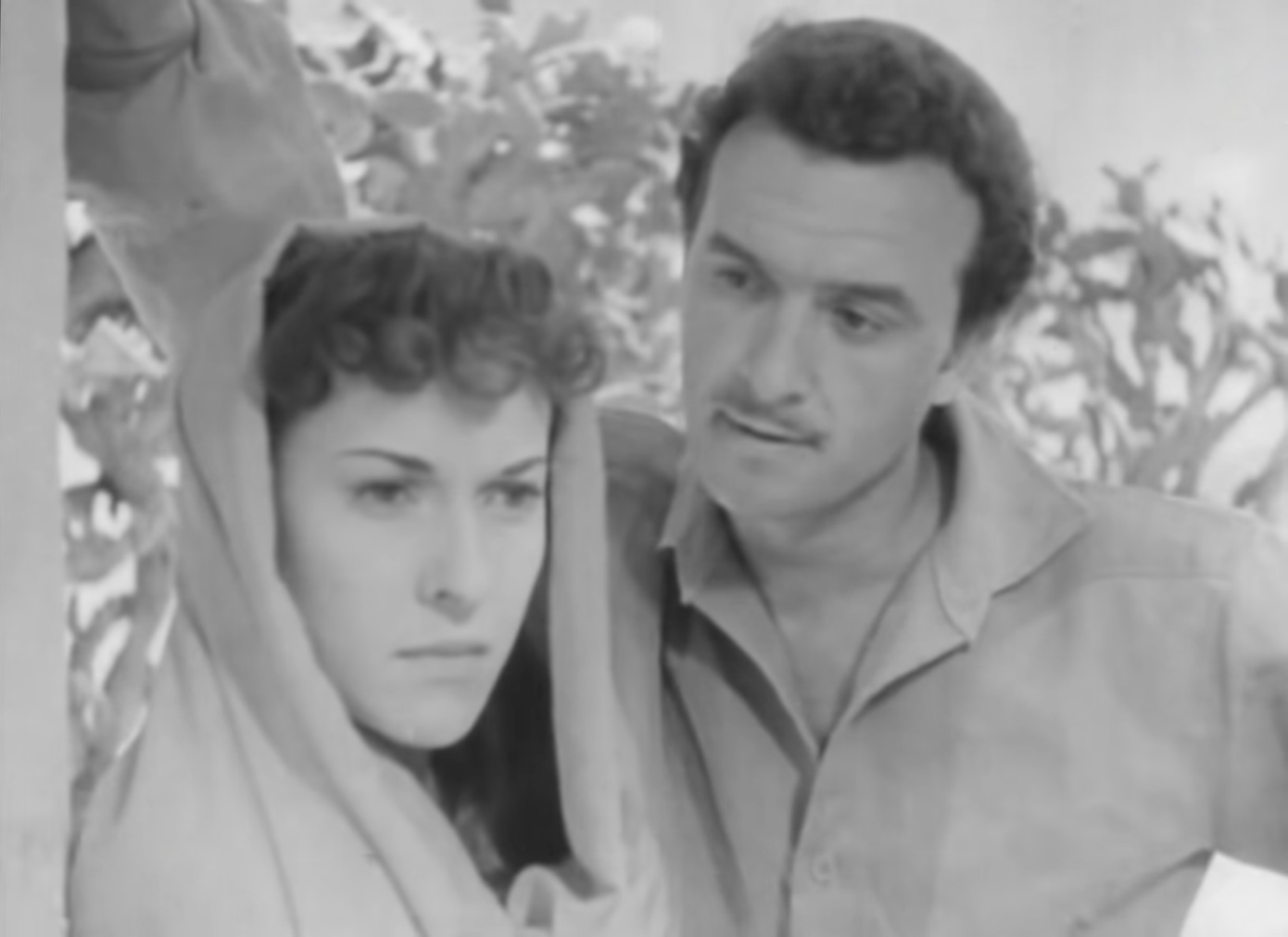
Mariella Lotti et Otello Toso dans une scène du film.

Malacarne est un film italien réalisé par Pino Mercanti et sorti en 1946.

## Fiche technique
- Réalisation : Pino Mercanti
- Scénario : Pino Mercanti, Giuseppe Zucca, Natale Di Cristina d'après une histoire de Ovidio Imara
- Production : O.F.S. Palermo
- Photographie : Giuseppe La Torre
- Montage : Mario Serandrei
- Durée : 95 minutes[1]
- Date de sortie : 
  - Italie : 12 décembre 1946

## Distribution

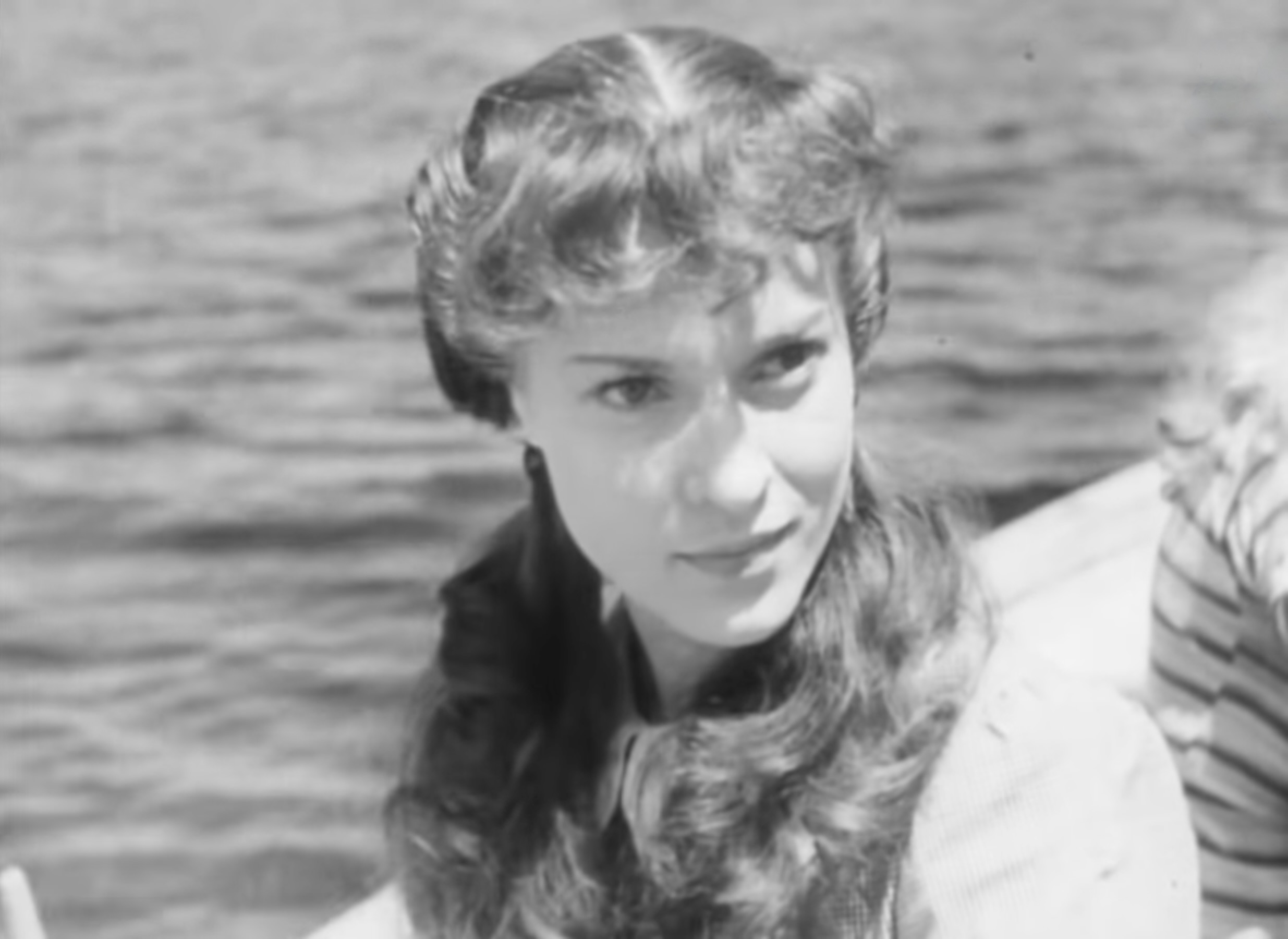
Mariella Lotti.

- Otello Toso :  Turi della Tonnara, aka 'Malacarne'
- Mariella Lotti : Mariastella
- Amedeo Nazzari : Zù Bastiano
- Umberto Spadaro : Fifi
- Giovanni Grasso : Raìs Pietro
- Natale Cirino : the Trapanese
- Anna Silena :  Maruzza
- Carlo Sposito : Rosalino
- Rosetta Romano  : Donna Agatina
- Salvatore Chimenti : Don Papò

## Production
Le film a été principalement tourné à Castellammare del Golfo sur la côte nord de la Sicile